# Емілі Демант Гатт
Емілі Демант Гатт (дан. Emilie Demant Hatt; 21 січня 1873 — 4 грудня 1958) — данська художниця, письменниця, етнографка та фольклористка. Сферою її інтересів та знань були культура та триб саамів.

## Ранні роки
Народилася 1873 року в сім'ї купця в Селде, біля Лім-фере в північній Ютландії, Данія. З чотирнадцяти до сімнадцяти років мала романтичні стосунки з Карлом Нільсеном, з яким познайомилася 1887 році в Сельде. Очікуючи заручин, Нільсен пережив психологічну кризу через їхні стосунки. У той час Нільсен жив із дядьком і тіткою Емілі в Копенгагені. Емілі Демант Гатт зберегла кілька ранніх оригінальних музичних рукописів Нільсена.
З 1898 по 1906 рік вивчала живопис і малюнок у Копенгагені з Емілі Мундт і Марі Луплау в Жіночій академії мистецтв, школі при Данській королівській академії витончених мистецтв.
У студентські роки змінила прізвище на Демант. 1904 року з сестрою здійснила поїздку в північну Скандинавію. Там, на одному з поїздів, який перевозив залізну руду у шведській Лапландії, вони зустріли саамського мисливця на вовків Йогана Турі (1854—1936). Ця зустріч справила незабутнє враження на Демант, яка дуже цікавилася культурою саамів та їхнім трибом. Покладаючись на перекладача, Турі сказав, що хоче написати книгу про лапландців, а Демант розповіла, що хоче бути кочівником. Вона провела наступні кілька років, вивчаючи північносаамську мову в Копенгагенському університеті з мовознавцем Вільгельмом Томсеном, продовжуючи опановувати живопис.

## Кар'єра
1907 року повернулася до північної Скандинавії та жила в саамській сійді у шведських горах за межами Кіруни з Сарі й Аслаком Турі, братом Йогана Турі. Вона мігрувала з ними й іншими саамами взимку та навесні 1907 та 1908 років до Юккас'ярві та з Каресуандо до Тромсдалена, де провела літо 1908 року. Попри відсутність етнографічної освіти, вела щоденник, фотографувала, робила ескізи та малювала те, що бачила. Хоча чоловіки-антропологи відвідували цю територію раніше, Демант стала першою жінкою, яка жила в такій близькості з саамами. Стала першою дослідницею, яка виявила, що саамські матері формують форму черепа немовлятам.
Восени 1908 року провела 6 — 8 тижнів з Йоганом Турі в гірській хатині, де допомагала з його книгою «Muitalus sámiid birra» («Книга лапландців»). Зошити, в яких Турі написав книгу саамською мовою, Демант привезла до Данії. Вона переписала текст, переклала данською мовою та впорядкувала його, у чому їй допомагали Андерс Педерсен і Вільгельм Томсен. Книгу профінансував шведський директор гірничої промисловості Яльмар Лундбом. «Bogen om lapperne» («Книга Йогана Турі про Лапландію») вийшла друком 1910 році у двомовному саамсько-данському виданні, а 1931 року — у виданні англійською мовою.
1910 року здійснила ще один етнографічний візит до Швеції, де вона жила в Ґлені з подружжям південних саамів Мартою та Нільсом Нільссоном. 1913 року опублікувала «Med lapperne i højfjeldet» («З лапландцями у високих горах»), розповідь про саамські звичаї, основану на її кочових мандрівках у 1907—1908 роках.
Демант Гатт усе життя малювала і виставляла свої роботи на художніх виставках. Вона написала ще кілька праць про саамів і створила серію картин, присвячених Лапландії. Колекція знаходиться в Стокгольмському скандинавському музеї. Інші її картини знаходяться в Музеї мистецтв Сківе. Значну частину колекції костюмів саамів у відділі етнографії Національного музею Данії зібрала Демент у період 1915—1924 років.
1915 року нагороджена медаллю Барнарда. 1940 року в Стокгольмі нагороджена медаллю Артура Газеліуса за дослідження саамів. Була членом Географічного товариства Фінляндії.
Приблизно 2002 року американська перекладачка та редакторка Барбара Шеголм почала досліджувати життя Емілі Демант Гатт. Відтоді вона переклала два твори Демант Гатт: «З лапландцями у високих горах» (2013) та «Біля вогнища» (2019). 2017 року опублікувала біографію: «Чорна лисиця: життя Емілі Демант Гатт, художниці й етнографки».

## Особисте життя
Перебувала у тісних стосунках і дружила зі шведським геологом і хіміком Яльмаром Лундбомом, з яким познайомилася 1907 року в Юккас'ярві. Вона товаришувала з Крістін Свейн й Ольга Лау, з якими навчалася у Королівській академії мистецтв.
У вересні 1911 року вийшла заміж за Аге Гудмунда Гатта, професора географії культури Копенгагенського університету.
1949 року написала свою автобіографію «Foraarsbølger» («Весняні потоки»). Після її смерті 1958 року рукопис передали до Королівської данської бібліотеки. Про нього забули до 2002 року, коли Йоган Феллоу знайшов його в архівах. Того ж року його опублікували. 2015 року вийшли два романи Барбари Сйогольм, основані на стосунках між Карлом Нільсеном й Емілі Демант Гатт, «Fossil Island» і сиквел «The Former World». «Fossil Island» отримав нагороду від Товариства історичного роману.

## Вибрані твори
- (1913), Med Lapperne i høfjeldet (Danish language)
- (1918), Die lappländischen Nomaden in Skandinavien
- (1920), Lappish Texts written by Johan Turi and Per Turi. With the cooperation of K. D. Wiklund, edited by Emilie Demant-Hatt (English language)
- (1922), Ved Ilden: eventyr og historier fra Lapland (Danish language)
- (2013) With the Lapps in the High Mountains, University of Wisconsin Press
- (2015) Fossil Island and The Former World, Cedar Street Editions
- (2017) Black Fox: A Life of Emilie Demant Hatt, Artist and Ethnographer (University of Minnesota Press)
- (2019) By the Fire: Sami Folktales and Legends, University of Minnesota Press